# Terra mineralia

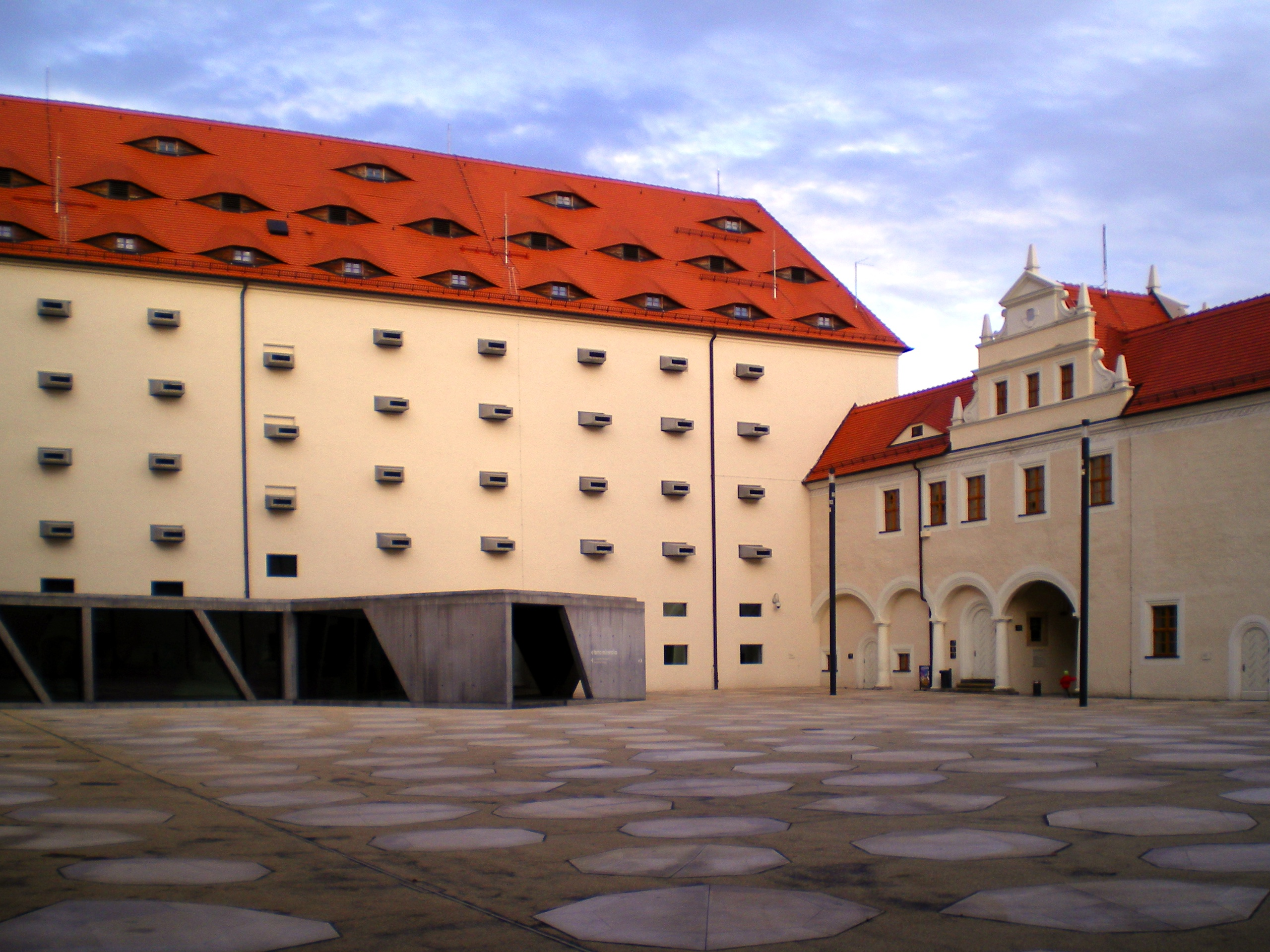
Schlosshof mit dem Eingang zur terra mineralia

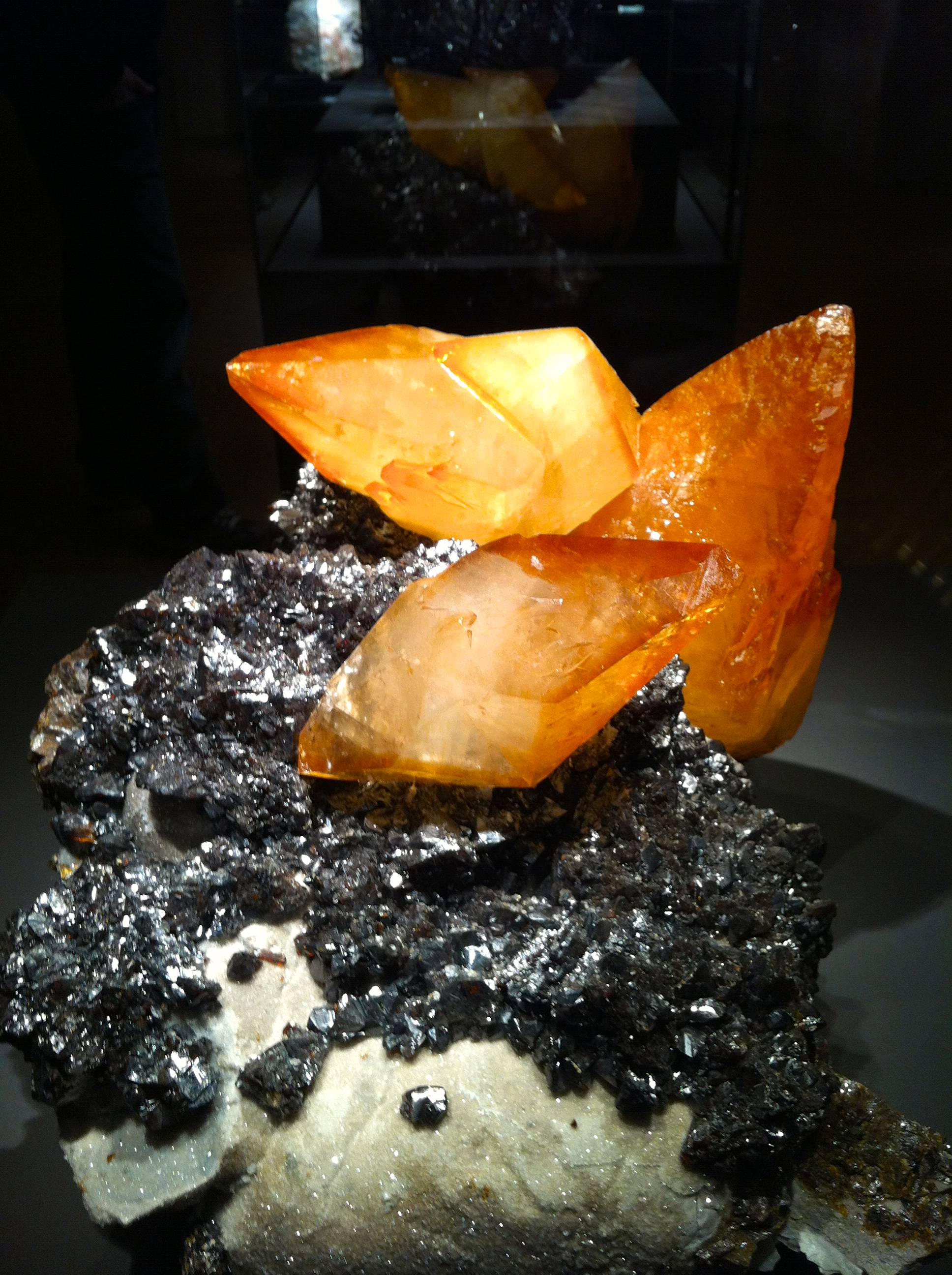
Schatzkammer der terra mineralia: Stufe mit Calcit, Sphalerit und Fluorit
Fundort: Elmwood (Tennessee)

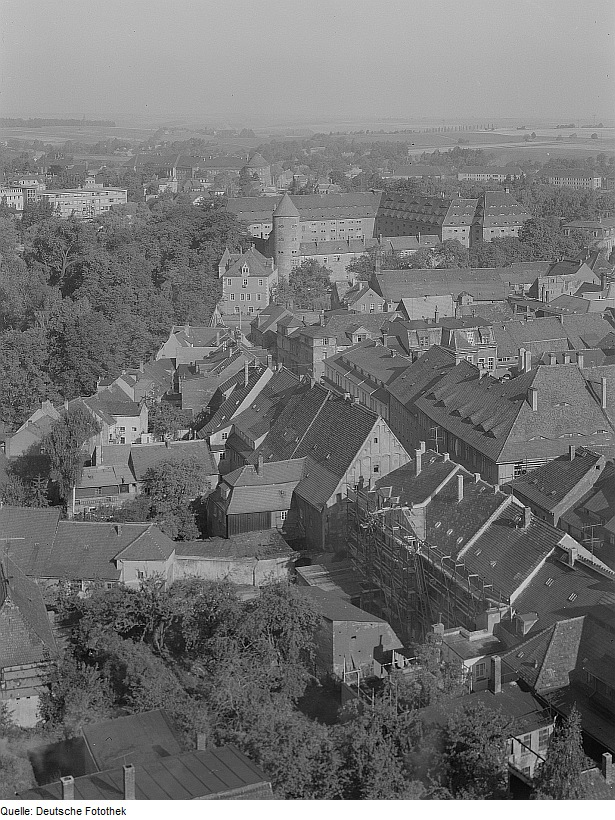
Schlossanlage Freudenstein vor der Rekonstruktion

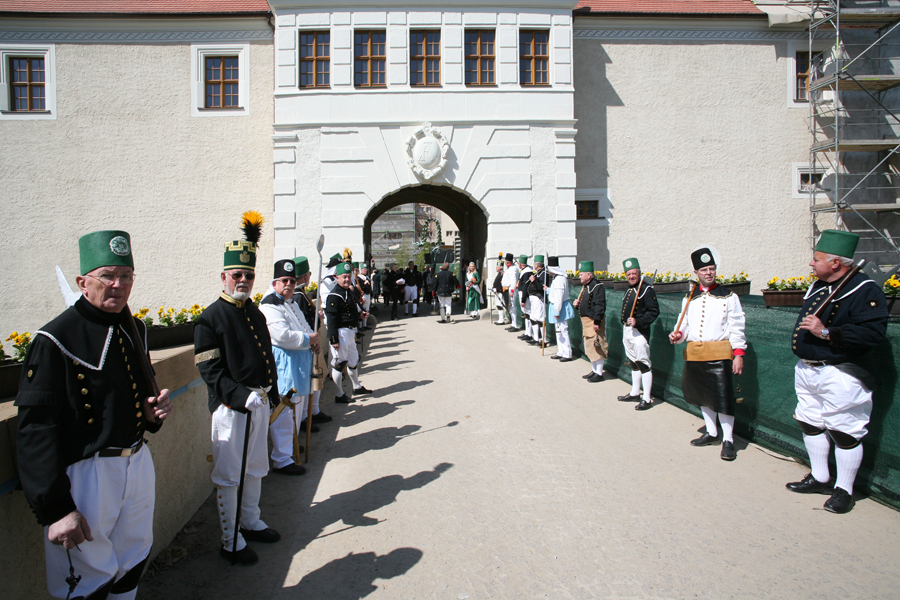
Schlosstor Freudenstein während des Richtfestes im April 2007

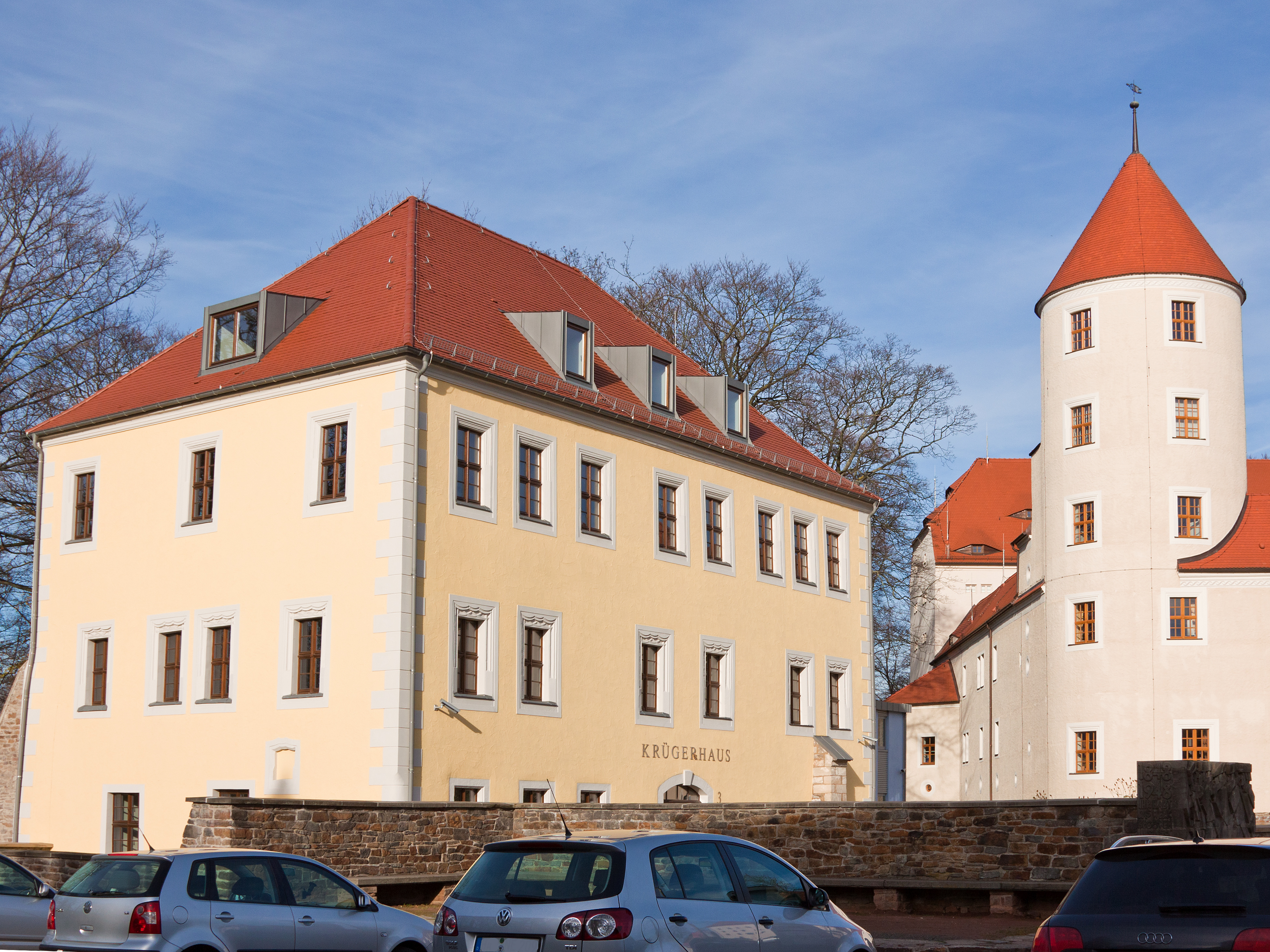
Amtshaus (Krüger-Haus): Mineralogische Sammlung Deutschlands

Die terra mineralia ist eine Mineralienausstellung im Schloss Freudenstein in Freiberg. Die Exponate – Minerale, Edelsteine und Meteorite aus der ganzen Welt – wurden 2004 von Erika Pohl-Ströher der Technischen Universität Bergakademie Freiberg als Dauerleihgabe überlassen. Die terra mineralia wurde im Oktober 2008 eröffnet und ist mit über 3500 Exponaten eine der größten Mineralienausstellungen der Welt.

## Pohl-Ströher-Sammlung
Die etwa achtzigtausend Exponate umfassende Mineraliensammlung von der aus dem Erzgebirge stammenden deutsch-schweizerischen Unternehmerin Erika Pohl-Ströher wurde am 30. Juni 2004 durch einen Vertrag der Bergakademie Freiberg als Dauerleihgabe überlassen. Dem Vertrag vorausgegangen war die Gründung der Pohl-Ströher-Mineralienstiftung 2004 in der Schweiz. Bestandteil des Vertrages, der mit dem Rektor der Bergakademie Georg Unland geschlossen wurde, war die Auflage, einen Teil der privaten Sammlung der Öffentlichkeit zugänglich zu machen.
Die Sammlung, die von Erika Pohl-Ströher in über 60-jähriger Sammeltätigkeit in erster Linie nach ästhetischen und regionalen Gesichtspunkten zusammengetragen wurde, sollte auch in der Freiberger Ausstellung ihren Charakter beibehalten. Erste Schaustücke der Sammlung trafen bereits im Januar 2004 in Freiberg ein. Zur Präsentation des Architekturwettbewerbes in der Nikolaikirche im Februar 2005 wurden weitere Großstufen von der Stiftung zur Verfügung gestellt. In den folgenden Jahren wurden in Freiberg zu unterschiedlichen regionalen Themenschwerpunkten Ausstellungen konzipiert, die einen Eindruck von der zukünftigen Mineralienausstellung im Schloss Freudenstein vermitteln sollten.
Für ihr Engagement und das Überlassen der Sammlung wurde Erika Pohl-Ströher am 17. November 2005 mit dem Sächsischen Verdienstorden und am 18. November als Ehrensenatorin der Bergakademie Freiberg ausgezeichnet.

## Baugeschichte
Nachdem Erika Pohl-Ströher im November 2002 den Wunsch äußerte, ihre umfangreiche und wertvolle Mineraliensammlung einem Museum zu überlassen, wurde zunächst ein geeignetes Objekt gesucht, das die umfangreiche Sammlung aufnehmen und präsentieren könnte. Auf Initiative von Georg Unland, dem damaligen Rektor der TU Bergakademie Freiberg, wurde das in der Stadtmitte von Freiberg gelegene, verfallene Schloss Freudenstein als ein möglicher Ausstellungsort vorgeschlagen. Bereits 1765 wurde das Gebäude als Sitz der gerade gegründeten Mineralsammlung der Bergakademie ins Auge gefasst. Der Plan musste damals verworfen werden, weil das nötige Geld für die Renovierung nicht aufgebracht werden konnte.
Im Dezember 2003 wurde das Schloss Freudenstein durch die Stadt Freiberg angekauft, am 16. Dezember desselben Jahres stellte das sächsische Kabinett das Geld für den Umbau in Aussicht. Am 1. Juli 2004 erfolgte die Grundsteinlegung für die erste Bauphase der Umbauarbeiten, die zunächst die Entkernung und die Bauarbeiten am Schmalen Haus, dem Rundturm, Neuen Haus und am Torhaus umfasste. Diese Bauphase wurde im Herbst 2005 abgeschlossen.
Im August 2004 wurde ein internationaler Architekturwettbewerb ausgelobt, an dem sich 600 Bewerber beteiligt haben. Im Januar 2005 wurde der 1. Preis dem Berliner Architekturbüro AFF Architekten zugesprochen. Die Umbaukosten von 35 Millionen Euro wurden zu 75 % aus dem Europäischen Fonds für regionale Entwicklung (EFRE) bestritten.
Im März 2006 wurde der zweite Bauabschnitt begonnen, der den Umbau und die Neugestaltung des Langen Hauses und den Kirchflügel umfasste.
Parallel zu den Bauarbeiten wurde unter der Leitung von Professor Gerhard Heide das Ausstellungskonzept erstellt und der logistisch komplizierte Umzug der Sammlung aus der Schweiz vorbereitet. Ein Teil der Sammlung wurde zunächst im leerstehenden, ehemaligen Physikinstitut der Bergakademie in unmittelbarer Nachbarschaft zum Schloss Freudenstein zwischengelagert. Erste Ausstellungen, die einen Teil der Pohl-Ströher-Sammlung in Freiberg vorstellten, wurden 2005 und 2006 im Schlosskeller, im Wernerbau und im Hauptgebäude der Bergakademie Freiberg präsentiert. Im Frühjahr 2005 wurde von der Bergakademie zu einem Ideenwettbewerb zur Findung eines Ausstellungsnamens und Logos aufgerufen. 101 Bewerbungen gingen im Rahmen dieses Wettbewerbs ein. Die Jury entschied sich für den Namen terra mineralia und für das Logo von Béatrice Oesterreich und Jens Rother.
Am 5. März 2008 wurde das erste Exponat im Meteoritenraum installiert, acht polierte Gesteinsplatten eines Impaktites aus Südafrika.
Im Mai 2008 bezog das Bergarchiv Freiberg des Sächsischen Staatsarchivs die Räumlichkeiten im Schloss Freudenstein. Am 20. Oktober 2008 wurde die Mineralienausstellung terra mineralia mit 140 Schauvitrinen eröffnet.
Seit der Rekonstruktion des ehemaligen Amtshauses auf dem Freiberger Schlossplatz durch die Dr.-Erich-Krüger-Stiftung wurde ab dem 5. Oktober 2012 im Krügerhaus die „Mineralogische Sammlung Deutschland“ ausgestellt. Im Erdgeschoss werden die sächsischen Mineralien, unter anderem Silberstufen aus dem Erzgebirge gezeigt. Die beiden oberen Etagen beherbergen Exponate von den berühmtesten Fundpunkten Deutschlands.

## Konzept der Ausstellung und Aufbau der Sammlung

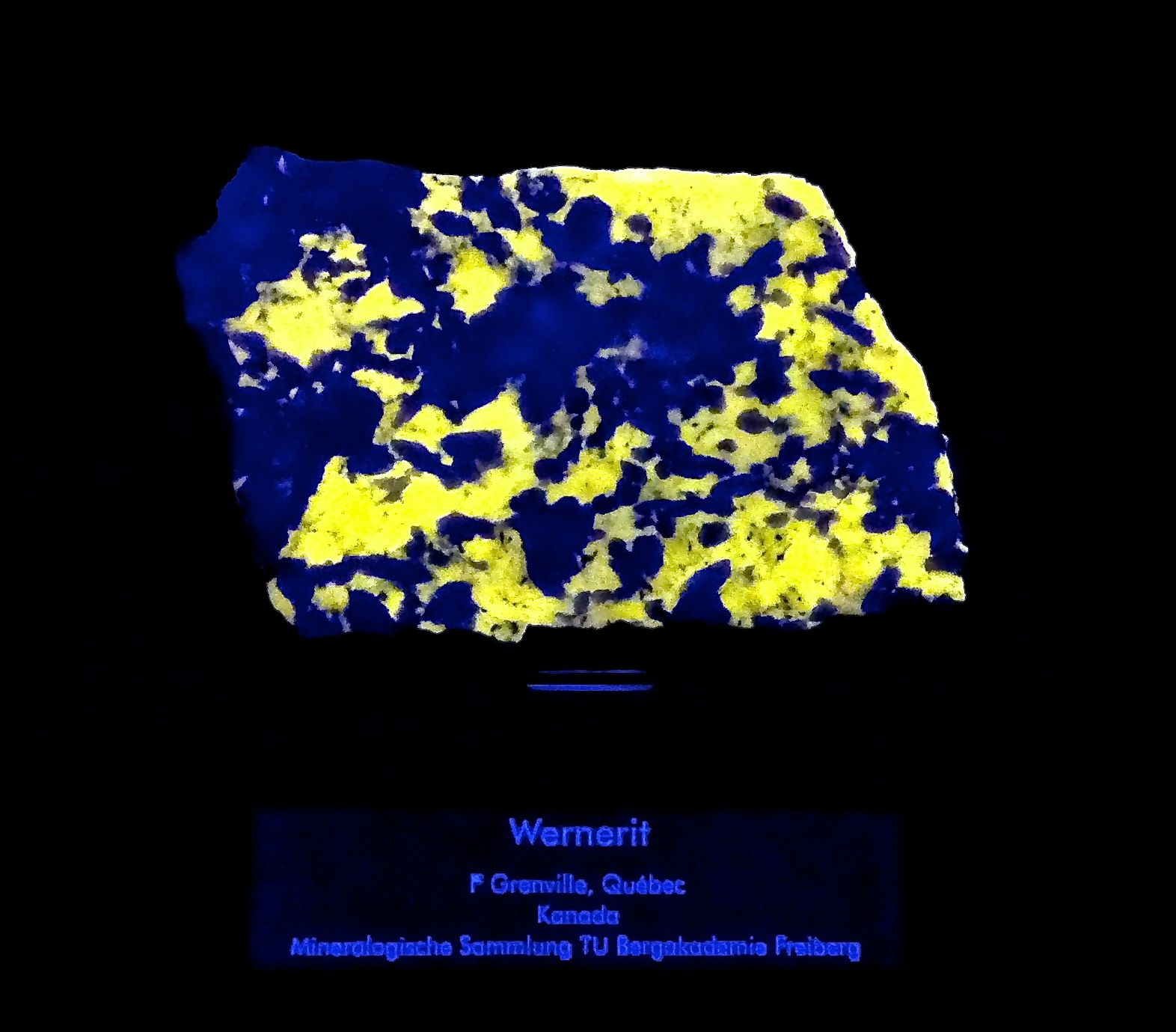
Wernerit (fluoreszierend)
Fundort: Grenville (Kanada)

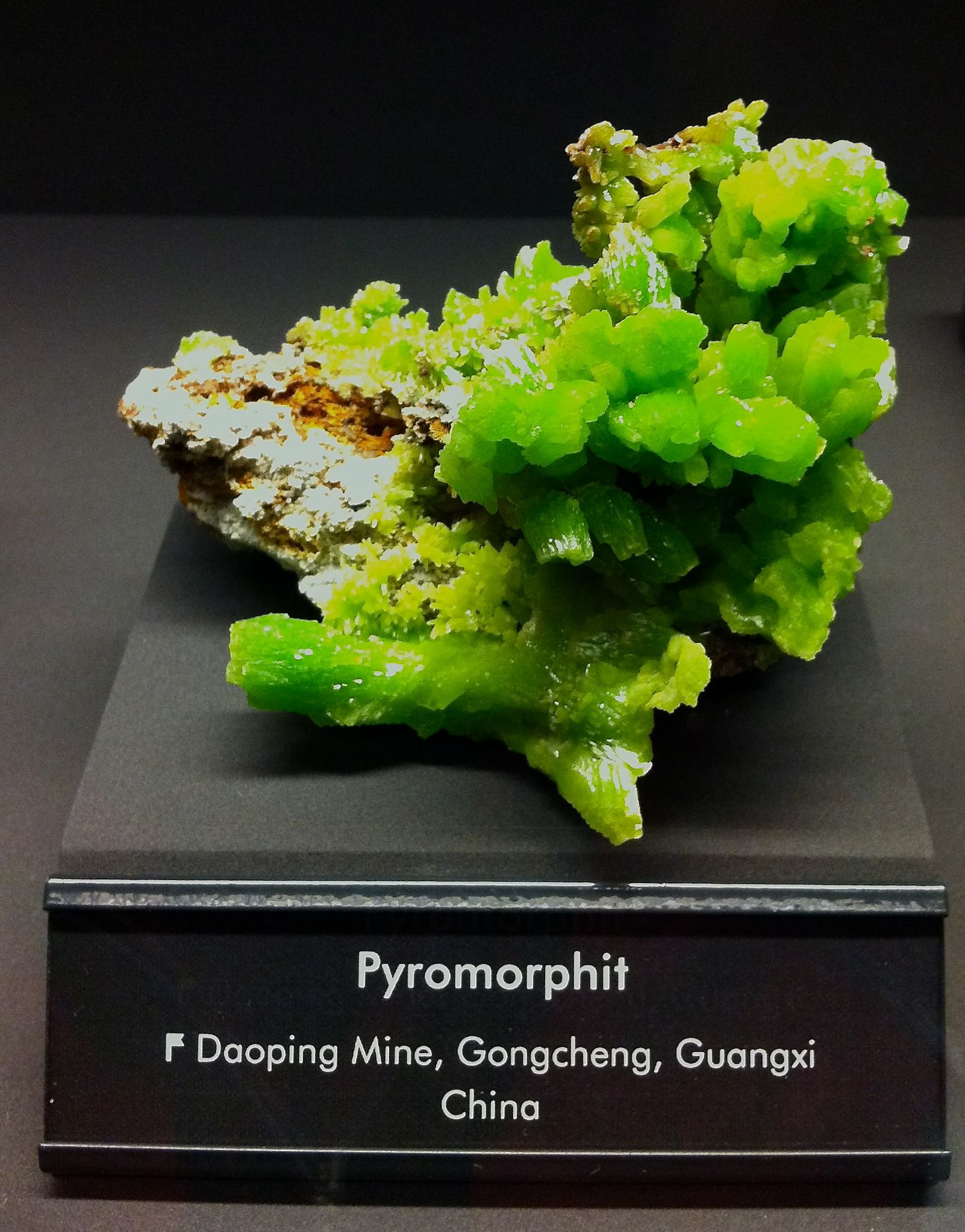
Pyromorphit
Fundort: Daoping-Mine (China)

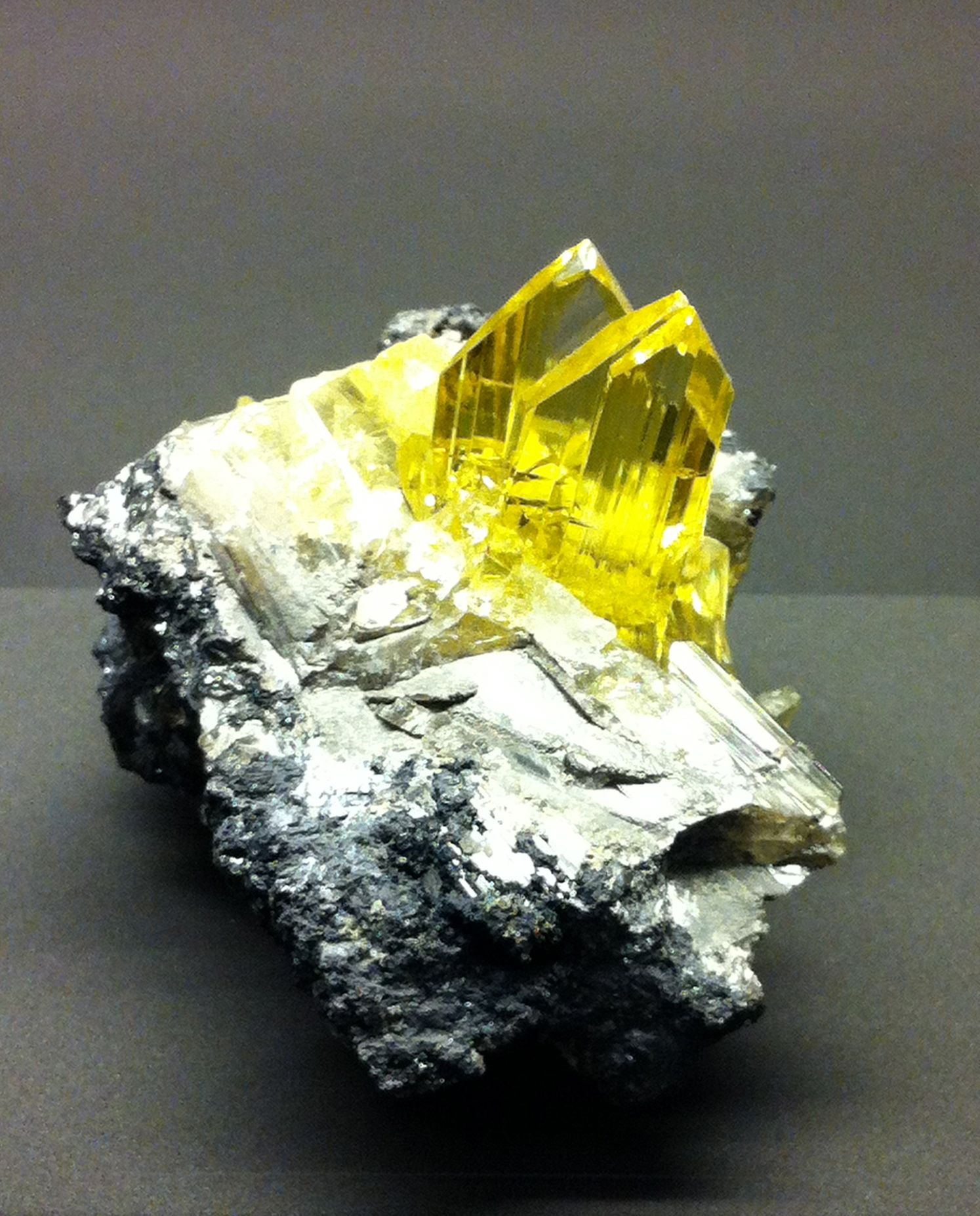
Anglesit
Fundort: Touissit (Marokko)

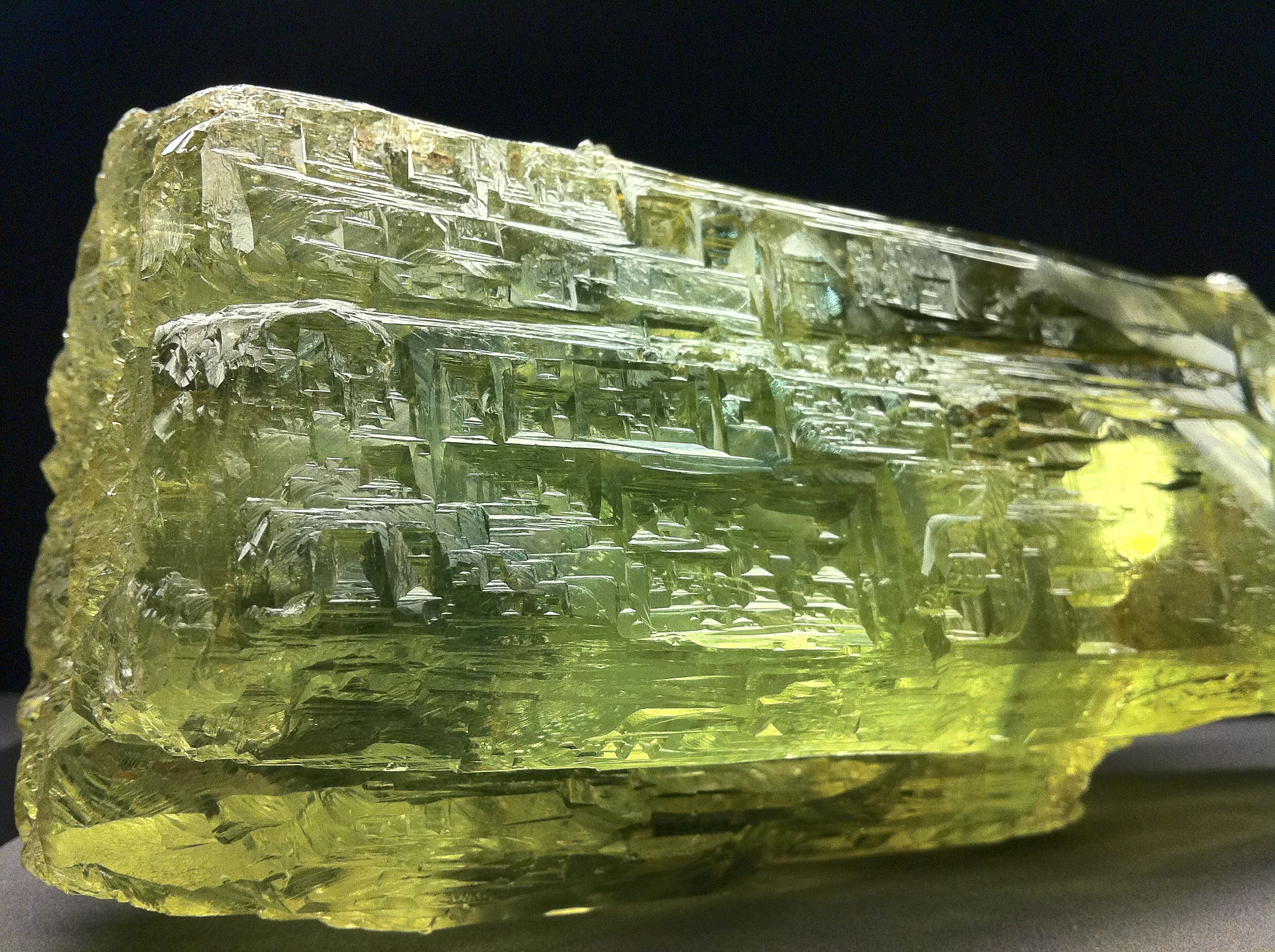
Heliodor
Fundort: Choroschiw (Ukraine)

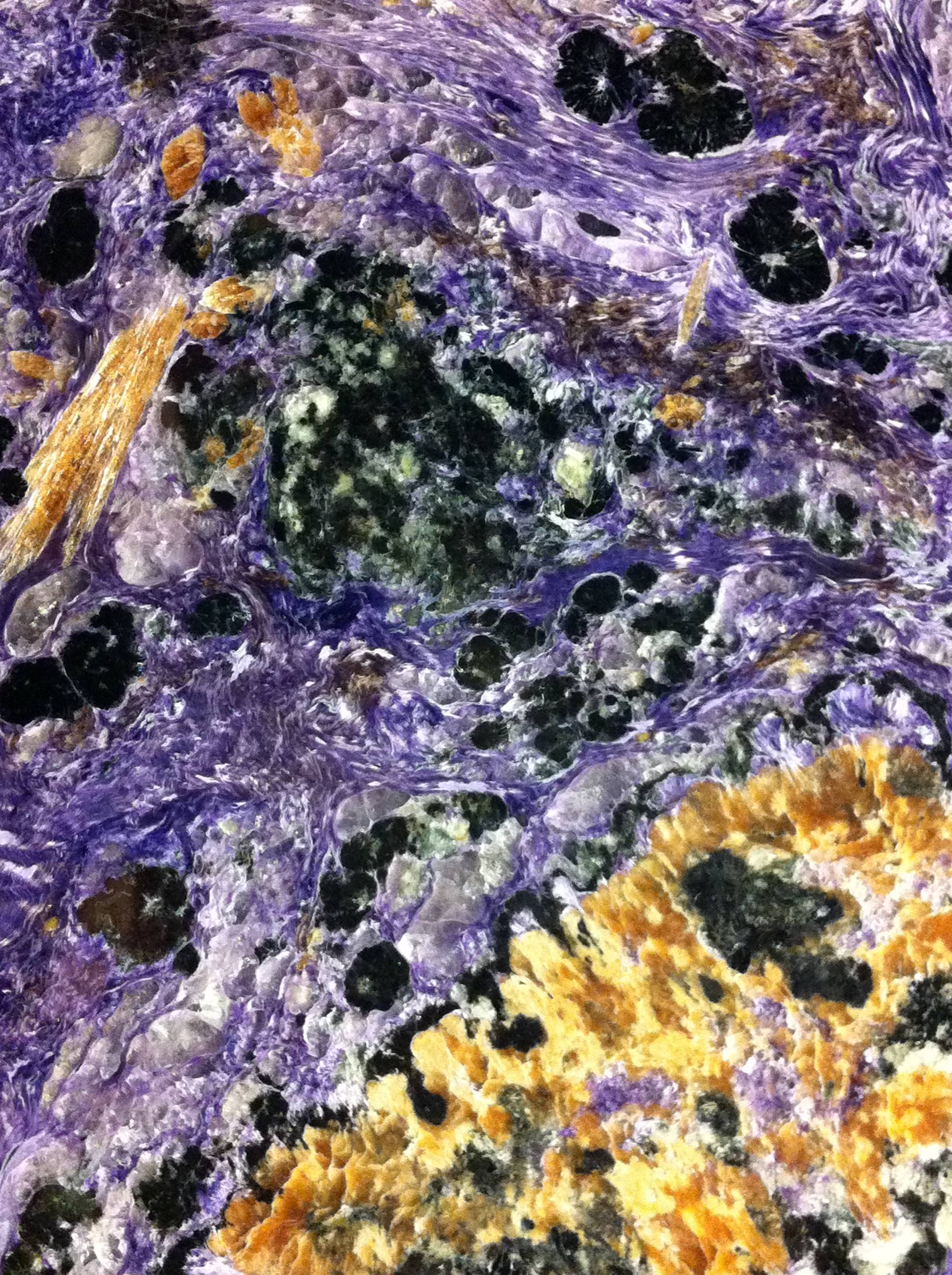
Charoit, geschliffen (Detail)

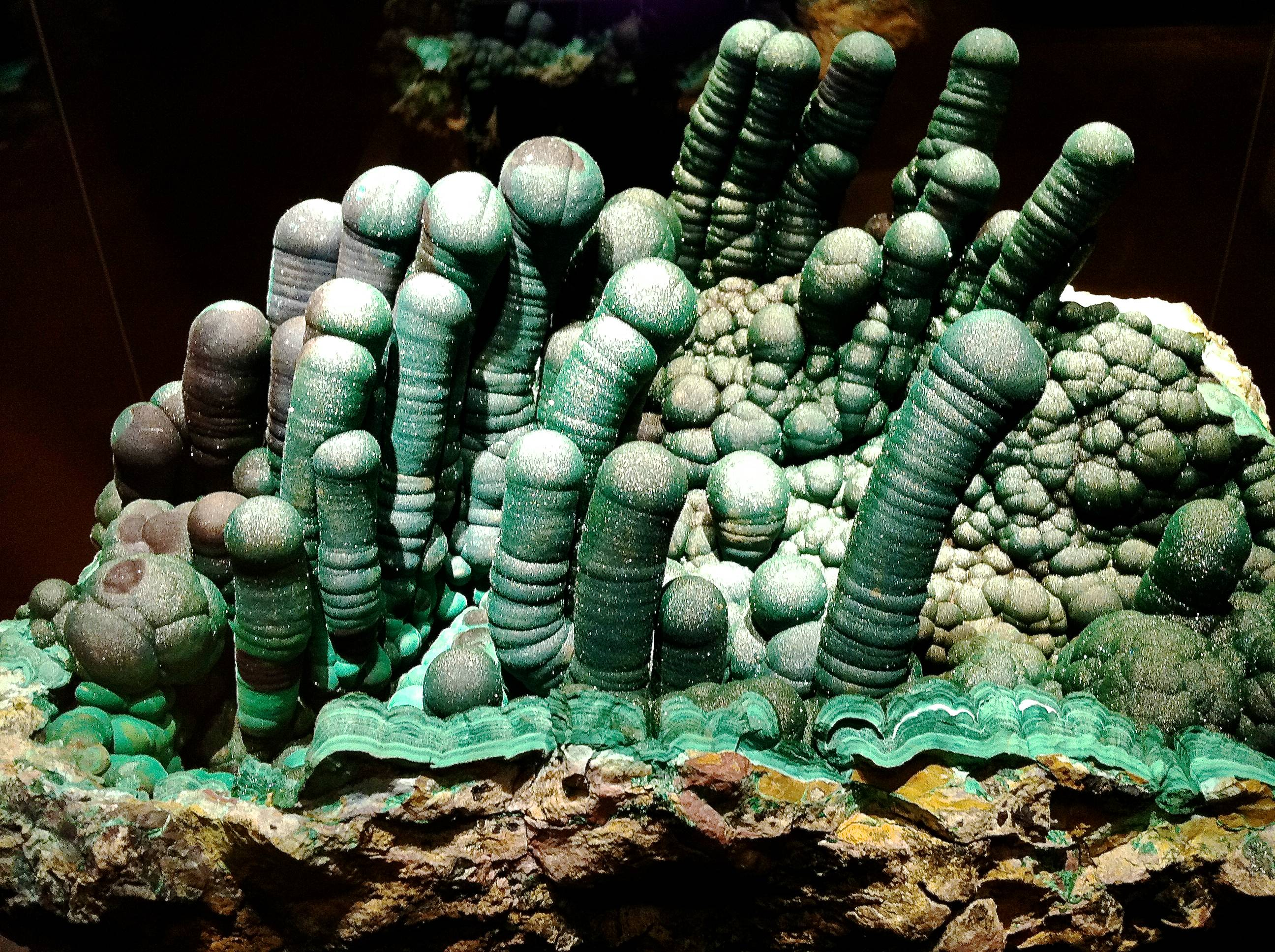
Malachit-Stufe aus dem Kongo in der Schatzkammer

Im Gegensatz zur Mineralogischen Lehr- und Forschungssammlung der Bergakademie Freiberg, die von Friedrich Anton von Heinitz und Friedrich Wilhelm von Oppel begründet und von Abraham Gottlob Werner entscheidend aufgebaut wurde, folgt die Ausstellungskonzeption der terra mineralia nicht dem allgemein üblichen Aufbau entsprechend der mineralogischen Systematik.
Das Ausstellungskonzept setzt die Idee einer „mineralogischen Weltreise“ gestalterisch um.
Im Schloss Freudenstein ist auf insgesamt 3000 m2 neben den Ausstellungsräumen im Langen Haus auch noch ein Depot im Neuen Haus für über 75.000 Mineralstufen untergebracht, das der Lehre und Forschung dient. Einen weiteren Schwerpunkt des Ausstellungskonzepts bildet das Mitmach-Labor „Forschungsreise“, in dem insbesondere Schülern die Grundlagen der mineralogischen und geologischen Wissenschaften vermittelt werden.
Die 1500 m2 umfassenden Ausstellungsräume der terra mineralia im Langen Haus des Schlosses Freudenstein unterscheiden sich inhaltlich und gestalterisch voneinander. Die Ausstellungsräume der terra mineralia sind kontinentbezogen. Um die Mineralstufen besser zur Wirkung kommen zu lassen, werden alle Räume abgedunkelt.
Didaktisch beginnt der Ausstellungsrundgang auf einer Aussichtsplattform in der obersten Etage des Langen Hauses mit einer interaktiven Forschungsreise und einer überdimensionalen Fundortkarte, auf der alle Mineralfundorte der Exponate der terra mineralia verzeichnet sind.
In der ersten Abteilung sind ausgewählte Mineralstufen aus Amerika ausgestellt. Die Themenausstellung Amerika steht unter dem konzeptionellen Motto „Reise ins Licht“. Den Abschluss dieser Abteilung bildet ein separater Raum, in dem lumineszierende, das bedeutet fluoreszierende und phosphoreszierende, Minerale ausgestellt und durch UV-A- und UV-C-Licht zum Leuchten angeregt werden. In der Amerika-Abteilung werden unter anderem einzigartige Calcit-Fluorit-Sphalerit-Mineralstufen aus der Elmwood Mine (Tennessee), Wulfenite aus der Red Cloud Mine (Arizona), Topase von Thomas Range (Utah), Elbaite aus der Himalaya Mine (Mesa Grande, Kalifornien) oder Rhodochrosite aus der Sweet Home Mine (Colorado) gezeigt. Süd- und Mittelamerika ist seit Jahrhunderten bekannt für Fundorte qualitativ hochwertiger Mineralstufen. Neben weltweit bekannten Turmalin-Stufen aus Minas Gerais (Brasilien) zeigt die terra mineralia unter anderem Exponate berühmter Fundstellen, wie  Amethyste aus Rio Grande do Sul und Veracruz, den kräftig himbeerrot gefärbten Rhodonit-Stufen aus der Mina San Martin (Peru) oder den leuchtend gelben Mimetesit aus der Mina San Pedro (Chihuahua, Mexiko).
Ebenfalls im oberen Stock des Langen Hauses ist die Asien-Abteilung untergebracht, die unter dem Thema „Gullivers Reisen“ steht. In der Raummitte ist ein großer begehbarer Drusengang aus Fluorit installiert, der einen realistischen Eindruck von der Fundsituation der Minerale vermitteln soll. In mehreren Ausstellungsvitrinen und interaktiven Exponaten werden Grundkenntnisse zum Aufbau von Mineralen und der Kristallchemie vermittelt.
Einen großen Raum nehmen in dieser Abteilung neben außergewöhnlichen Mineralstufen aus China Ausstellungsstücke von berühmten Fundorten aus Indien, Pakistan und Afghanistan ein. Beispielsweise werden in dieser Abteilung herausragende chinesische Mineralstufen, wie Fluorite aus Xianghuapu sowie Huangshaping (Provinz Hunan), kräftig grün gefärbte Pyromorphite aus Daoping (Autonomes Gebiet Guangxi) oder außergewöhnliche Gipsbildungen aus Qinglong (Provinz Guizhou) gezeigt.
Die indischen Exponate werden vor allem von ausgezeichneten Zeolith-Stufen aus der Provinz Maharashtra vertreten, wie hellgrüne Apophyllite aus den Pashan Hills, die Cavansit-Stilbit-Stufen aus Wagholi (Provinz Maharashtra) oder Amethystdrusen mit Okeniten aus Shirdi.
Aus den berühmten afghanischen Fundorten werden unter anderem ausgezeichnete Spodumen- (Kunzit-) Stufen aus dem Mawi-Pegmatit (Nuristan) gezeigt. Das für seine ausgezeichnete Schmucksteinqualität bekannte Pakistan ist mit außergewöhnlichen Exponaten von Aquamarinen aus dem Shigar Valley, Spessartin-Granat aus Shengus (Provinz Baltistan) oder wasserklaren türkisblauen Aquamarinen aus Nagar (Hunza Valley) in der terra mineralia vertreten. In diesem Raum werden auch ausgewählte Mineralstufen von weltbekannten Fundorten aus Australien, wie Krokoit aus Dundas Tasmanien oder Edelopale aus Queensland, gezeigt.
Im unteren Stockwerk des Langen Hauses, das über ein großes Renaissance-Treppenhaus zu erreichen ist, befinden sich die Afrika- und die Europa-Abteilung der Sammlung.
In der Afrika-Abteilung, die unter dem Thema „Zeitreise“ konzipiert wurde, wird anhand von Exponaten und interaktiven Experimenten gezeigt, wie sich das Anwendungsspektrum von bestimmten Mineralen im Laufe der Geschichte verändert hat.
Die Afrika-Abteilung zeigt zahlreiche Belegstücke von weltberühmten Mineralfundorten, wie die Anglesit-, Wulfenit- und Cerussitkristalle aus Touissit sowie Wulfenite und Vanadinite (Mibladen) aus Marokko, aus Tsumeb (Namibia) ausgezeichnete Mimetesit-, Kobalt-Smithsonit-, Adamin- und Dioptas-Stufen, aus der Provinz Katanga (Demokratische Republik Kongo) hervorragende Malachit-Stufen oder aus der Northern Cape-Provinz in Südafrika rosafarbene Rhodochrosite.
Der letzte Themensaal in der unteren Etage ist den Fundorten in Europa mit Russland gewidmet. Thematisch beschäftigt sich diese Abteilung der „Reise zum Ursprung der Minerale.“ Architektonisch – durch den Geschossdurchbruch zum oberen Stockwerk – bedingt, schließt sich konzeptionell der Kreis der „Forschungsreise“, da hier wieder die interaktive Fundortkarte sichtbar wird. Eine kleine mineralogische Bibliothek und ein Laboratorium mit Mikroskopen sollen ermöglichen, dass die Besucher eigene Minerale betrachten und analysieren können.
In dieser Abteilung werden auch Beispiele der berühmten Mineralfundpunkte aus Deutschland ausgestellt. Dazu zählen unter anderem die Silberstufen aus den erzgebirgischen Fundstellen um Freiberg und Schneeberg, Baryte aus Pöhla, Kristalle des seltenen organischen Minerals Whewellit aus Hartenstein, die als „Emser Tönnchen“ bekannten Pyromorphite aus Bad Ems oder die Rhodochrosite aus der Grube Wolf in Herdorf (Siegerland). Zahlreiche Schaustufen aus weltberühmten Mineralfundorten bilden die Höhepunkte der Europa-Abteilung. Unter anderem sind zahlreiche Mineralstufen aus Cavnic und Baia Mare (Rumänien) oder die berühmten rosa Fluorit-Stufen von der Aiguille des Pelerins (Auvergne-Rhône-Alpes, Frankreich) sowie Schwefelstufen aus Agrigento (Sizilien) ausgestellt.
Einen großen Raum nehmen in dieser Abteilung Exponate aus Russland und den ehemaligen Sowjetrepubliken ein. Qualitativ hochwertige Heliodor-Kristalle aus Choroschiw (Ukraine), eine große Platte geschliffenen Charoites sowie eine Auswahl von Stufen mit Calcit, Galenit, Fluorit und Quarz aus Dalnegorsk gehören zu den außergewöhnlichen Exponaten in diesem Raum.
Den Höhepunkt der terra mineralia bildet die sich im Erdgeschoss befindende „Schatzkammer“, die aus mehreren Räumen besteht. Im so genannten „Tresorraum“ werden vor allem zum Teil bearbeitete Schmuck- und Edelsteine ausgestellt. Der Hauptraum der Schatzkammer befindet sich in der ehemaligen Schlossküche. Hier werden in erster Linie repräsentative Großstufen in Einzelvitrinen gezeigt. Der „Meteoritenraum“ widmet sich Mineralien und Gesteinen, die auf kosmischen Ursprung zurückgehen oder durch Einwirkung von Meteoriten entstanden sind. Neben einer Sammlung von Tektiten (Moldavit, Australit, Libysches Wüstenglas) und verschiedenen, zum Teil angeschliffenen Meteoriten bilden acht geschliffene Impakt-Gesteinsplatten aus dem Vredefort-Meteoritenkrater den Höhepunkt dieser kleinen Spezialausstellung.

## Trivia
Zur Einweihung der terra mineralia wurde eine Gedenkmedaille in Silber und eine Besuchermedaille in Zinn herausgegeben, die auf der Vorderseite das Schloss Freudenstein und auf der Rückseite das Logo der Ausstellung und der Bergakademie Freiberg sowie eine stilisierte Galenitstufe zeigt.